# Сага про Ґіслі
Сага про Ґіслі — ісландська родова сага про скальда, який був оголошений поза законом. У своїй країні став вигнанцем, був вимушений ховатися протягом тринадцяти років і самостійно оборонятися від переслідників. Події, які описуються в сазі, відбувалися в 962—978 рр. В сазі багато окремих віс, які приписують Гіслі.
«Сага про Гислі» — це ісландська найдраматичніша родова сага, яка спершу, в Х столітті, існувала в усній формі, і збула записана в XIII столітті. У «Сазі про Гіслі» розповідається про історичні події, які відбулися на заході Ісландії в середині X століття. Сага дійшла до нашого часу у трьох версіях, фрагментарній, короткій і довгій.

## Зміст
Про життя скальда Гіслі сина Торбьйорна Кислого інформацію черпають з родової саги. Адже скальди зазвичай писали про невигадані події, розповідали про ті факти, які споглядали самі. Торбьйорн, мав прізвисько Кислий за те, що врятувався з допомогою кислої сироватки. За сагою скальд був оголошений поза законом. У своїй країні він став вигнанцем, був змушений ховатися тринадцять років і самостійно оборонятися від переслідуючих його ворогів.
Коли Гіслі змушений був ховатися від своїх ворогів, бував у різних пустинних місцях. Тоді йому постійно снилися зловісні сни. Він розповів одного разу своїй дружині про ці сни: «До мене приходить уві сні дві жінки. Одна добра до мене і завжди дає хороші поради, а інша завжди говорить таке, від чого мені стає ще гірше, чим раніше, і пророкує мені одно погане». Про ці сни Гіслі написав вісу. Перед загибелл. Гіслі також приснився віщий сон. Сьевн сережок — жінка (Сьевн — богиня). Псую пиво карлов — складаю вірші (пиво карлов — мед поезії). Клен голосу стали — воїн, тобто Гіслі (голос сталі — битва). Роса стріл — кров. Сурт суйма сталі — воїн, тобто Гіслі (Сурт — велетень, суйм (тобто зібрання) сталі — битва).

#### Дійові особи саги
Гісли син Кислого — головний герой саги
Ауд -дружина Гіслі і сестра Вестейна.
Торгрім — чоловік Тордіс і, можливо, вбивця Вестейна.
Торкель син Кислого — брат Гіслі, якого убили сини Вестейна.
Асгерд- дружина Торкеля.
Вестейн — названий брат Гіслі і брат його дружини.
Тордіс — дружина Торгріма і сестра Гіслі. П
У «Сазі про Гіслі» оповідається про трагедію, що розігралася в сім'ї іммігрантів з Норвегії, що прибули в Ісландію близько 952 року, тобто приблизно через двадцять років після закінчення заселення острова. Події першого роздіду «Саги про Гіслі» відбуваються в Нордмере в Норвегії. У ній розповідається про трьох братів — Арі, Гіслі і Торбьєрне. Арі одружується на жінці на ім'я Інгібьерг, але насолоджуватися щастям їм було не судилось. Як говориться в сазі:
|  | Жив чоловік на ім'я Бьєрн Блідий. Він був берсерк. Він роз'їжджав по країні і викликав на поєдинок всякого, хто йому не підкорявся. Бьєрн запропонував Арі на вибір: нехай б'ється з ним на острівці в Сурнадалі, а як не хоче, нехай віддає йому свою дружину. Арі відразу ж вирішив, що вже краще битися, ніж обох, і себе і дружину, ганьбити |

У поєдинку Арі був убитий, а берсерк оголосив, що візьме собі хутір Ари і його дружину. Тоді Бьєрна викликав на бій Гіслі. Розлад між головним героєм і його братом Торкелем є провідним у творі. Низка вбивств
За сюжетом, Гіслі, син Кислого, головний герой саги, вирішив помститися за вбивство. Він убив Торгріма, тому що вважав його вбивцею. Був оголошений поза законом волею власної сестри і убитий людьми, найнятими її чоловіком. В основу саги лягли реальні історичні події, але помітний інтерес саги до древніх звичаїв. "Сага про Гіслі"розповідає про світ язичницьких обрядів.

### Віси
Зміст одної віси — розповідь про сни, які йому снилися в пустельних місцях. де скальд змушений був переховуватися. Інша віса — опис сну, який віщував загибель. В ній багато алегорій, скажімо: Сьєвн сережок — жінка (Сьєвн — богиня). Псую пиво карлів — складаю вірші (пиво карлів — мед поезії).